# Hana-Kimi
Hana-Kimi (花ざかりの君たちへ?, Hanazakari no kimitachi e, lett. "Per voi in piena fioritura") è un manga shōjo di Hisaya Nakajo. L'opera è stata pubblicata in Giappone nella rivista bisettimanale della Hakusensha Hana to yume. L'ultimo volume della serie, il numero 23, è stato pubblicato nell'agosto 2004, seguito da uno speciale pubblicato a dicembre 2004, e da un ulteriore speciale extra del 2007 in cui viene raccontata la storia dal punto di vista di Kayashima. L'autrice ha pubblicato, sui volumi della serie, due one-shot indipendenti: una delle due, Luna assetata, è stata pubblicata nel quarto volume.
Hana-Kimi è la storia di Mizuki Ashiya, una ragazza giapponese che vive negli Stati Uniti. Un giorno, mentre osserva delle competizioni di atletica leggera in televisione, rimane colpita da uno degli atleti di salto in alto, Izumi Sano. Stupita dalla sua performance comincia a seguire la sua carriera, inizia ad idolatrarlo e matura una sconfinata ammirazione per lui, innamorandosene. Facendo delle ricerche su di lui, scopre che sta attualmente frequentando l'Osaka School e per realizzare il suo sogno di poter incontrarsi con lui, arriva al punto di trasferirsi perfino in Giappone nel tentativo di frequentare la sua stessa scuola. Nasce però un problema quando Mizuki viene a sapere che Izumi frequenta un collegio esclusivamente maschile, ma la ragazza, per nulla intimorita da questa difficoltà si traveste da ragazzo ed entra a far parte dell'Osaka Gakuen Academy.
Il manga ha goduto di quattro adattamenti televisivi, il primo dei quali è stato realizzato a Taiwan, con il titolo Hua yang shao nian shao nu, tradotto direttamente in giapponese come Hanayō shōnen shōjo. Il titolo del dorama è lo stesso utilizzato anche per la traduzione cinese del manga, pubblicato dall'editore Tong Li. Il secondo adattamento è stata una produzione giapponese, andata in onda sulla Fuji TV ed intitolata Hanazakari no kimitachi e - Ikemen Paradaisu. Una terza versione, sempre giapponese, è andata in onda nel 2011 con lo stesso titolo, ma con attori differenti. In Giappone è stata pubblicata una serie di tre CD del drama, tuttavia il primo non è disponibile in commercio. Un quarto adattamento è stato realizzato in Corea del Sud nel 2012 con il titolo Areumda-un geudae-ege.

## Trama
Negli Stati Uniti, Mizuki Ashiya sta guardando un programma televisivo sportivo: ad un tratto compare sullo schermo l'atleta di salto in alto Izumi Sano. All'istante Mizuki rimane affascinata da lui, e ne diventa subito una fan, adottando anche la perseveranza mostrata dall'atleta per cercar di modificare la sua attuale molto scarsa capacità d'instaurare ed intrattenere profondi rapporti d'amicizia.
Decide quindi di trasferirsi direttamente in Giappone per ritrovare il suo idolo, con l'intenzione d'iscriversi nella sua stessa scuola che, però, sfortunatamente risulta esser un collegio maschile. Ma Mizuki non è certo tipo da scoraggiarsi alle prime difficoltà che gli si presentano davanti e, detto fatto, eccola travestita da ragazzo: ha trasformato l'apparente svantaggio in qualcosa di positivo. Sebbene la sua identità venga immediatamente svelata (quando si trova in infermeria per un controllo) dal medico scolastico, Hokuto Umeda, che in aggiunta è pure gay.
Anche Izumi viene accidentalmente a scoprire ch'è in realtà una ragazza, ma non glielo lascia capire né tanto meno rivela nulla ad altre persone, cercando d'aiutarla invece a sua stessa insaputa con l'intento di tener nascosto il suo segreto. I due ragazzi si trovano per una fortunosa coincidenza causata dalla sorte a condividere la stessa stanza; e tra loro non può non sbocciare lentamente ma inesorabilmente l'amore, celato accuratamente da entrambi poiché Mizuki non sa che Izumi ha scoperto che lei è una ragazza, e lui non le rivela d'altra parte nulla perché ha paura di esporla e, quindi, perderla. Izumi, senza farsi troppo notare, l'aiuterà di nascosto, anche se a volte questo non è certo facile per il fatto che Mizuki in varie situazioni rischia i compromettere la sua posizione, rischiando di rivelar così la sua vera identità di genere.

## Ambiente scolastico
La scuola superiore Osaka (Ōsaka Gakuen, come si nota scritto nel cancello d'ingresso della scuola nell'adattamento televisivo giapponese) live action) è una delle migliori scuole del suo genere in Giappone, nota per i suoi affascinanti ed eccellenti atleti che attirano fan da tutto il paese. Si tratta d'un istituto di fama internazionale che ha filiali sparse in ogni angolo del pianeta. Guidata con mano ferma e sicura dal preside Tsubaki, ch'è ben conosciuto e rispettato da tutti gli allievi: egli si trova quasi sempre in viaggio per coordinare le attività con le filiali estere, ne lascia pertanto il controllo quotidiano al vicedirettore Saruwatari. Oltre al collegio maschile, la scuola ha anche un suo corrispettivo equivalente femminile, la St. Blossom.
Vi sono tre classi per ognuno dei tre anni di studio. Queste nove classi in totale vengono a loro volta suddivise in tre alloggi-dormitori, i quali vengono a rappresentare ognuno tre diversi aspetti della vita studentesca e adolescenziale. La cultura e filosofia di vita che regnano all'interno d'ognuno sono estremamente diversificate: ogni dormitorio dispone inoltre d'un leader che è tra l'altro responsabile per la linea di condotta di tutti i suoi membri.
Dormitorio 1: la stragrande maggioranza degli studenti residenti nel primo dormitorio sono atleti provetti che sono stati accettati al collegio Osaka grazie a borse di studio per meriti sportivi. Il responsabile capo di questo dormitorio, Tennouji, forza quasi tutti i suoi compagni a diventare praticanti nelle arti marziali, sgridandoli e picchiandoli spesso, ma in un modo comunque sempre divertente e comico. La rigidità del dormitorio 1 per quanto riguarda la tradizione delle arti marziali contribuisce a sviluppare il lato comico della storia.
Dormitorio 2: il leader incontrastato di questo dormitorio è Minami Nanba. Gli studenti che vivono qui sono i principali personaggi del manga, ed hanno tutti personalità allegre e divertenti. Le loro abilità e capacità sono miste, sia in campo atletico che accademico-intellettuale (un mix perfetto di atleti studiosi). I tre protagonisti, Mizuki Ashiya, Izumi Sano e Shuichi Nakatsu, fanno parte di questo dormitorio, ed insieme a loro vi sono i migliori amici e personaggi di supporto più rilevanti: Noe, l'appassionato di anime che inventa costumi di cosplay per i suoi compagni di classe durante le attività dell'annuale festival scolastico; Nakao, un ragazzo effeminato e vanitoso che ha una cotta per il leader del dormitorio, Minami; Kayashima, che riesce a vedere gli spiriti e le aure delle persone; Sekime, compagno di squadra di Izumi nel club di atletica, il cui nome viene spesso dimenticato dai compagni di classe e di dormitorio.
Dormitorio 3: gli studenti che vivono in questo dormitorio fanno parte del club teatrale, e si considerano tutti (nessuno escluso) degli attori provetti dalle capacità elevatissime, oltre ad essere ovviamente anche gli studenti più colti ed intelligenti dell'intero istituto. Il responsabile del dormitorio, Himejima Masao a.k.a. Oscar, è fermamente convinto di avere origini tedesche, pertanto parla spesso tedesco sebbene nessuno riesca mai a comprenderlo.
La più accesa rivalità è sempre all'ordine del giorno tra i tre dormitori, ma si viene ad intensificare in particolar modo durante il festival culturale: in queste competizioni il vincitore ottiene un premio per l'intera camerata (che può andare da una fornitura di gelato gratuita per un intero mese ad un televisore portatile installabile in ogni stanza). Tuttavia, una squadra o gran giurì formata da tutti e tre i leader e conosciuta col nome di Commissione Sakura, si riunisce ogniqualvolta giungano a sorger problemi rilevanti tra i vari gruppi.

## Personaggi
Nota: non tutti i personaggio compaiono nella versione CD del drama, quindi non per tutti c'è il nome del doppiatore.

### Classe 2-C
Sebbene Mizuki sia arrivata all'Osaka High in tempo per finire il suo primo anno di scuola in Giappone, si è persa il primo festival culturale. È per questo che viene giudicato completo solo l'anno che ha passato nella Classe 2-C, non considerando il fatto che lascia la scuola il giorno in cui gli studenti del terzo anno si diplomano.
 Mizuki Ashiya  (芦屋 瑞稀 ?, Ashiya Mizuki)
- Doppiatrice: Houko Kuwashima
- Attrice dell'adattamento giapponese: Maki Horikita
- Attrice dell'adattamento taiwanese: Ella Chen

16 anni. È la protagonista del manga. Ammira spasmodicamente Izumi Sano fin dal primo momento in cui lo vedere gareggiar in televisione. Si maschera da ragazzo per entrare nella scuola di Sano, in modo da essergli vicino. Ama i cibi dolci ed è un'atleta di corsa molto veloce, abilità che all'inizio verrà ricercata da tutti e tre i dormitori. Mizuki si innamora di Sano, ma non può dirglielo perché pensa che lui non sappia che lei è una ragazza, sebbene Sano abbia scoperto la sua vera identità a sua insaputa e prova per lei gli stessi sentimenti. Vorrebbe essere un'addestratrice di cani a tempo perso e va molto d'accordo con il cane di Sano, Yūjirō.
Nella serie live-action giapponese, si iscrive alla scuola di Sano a causa dei sensi di colpa (poiché lui l'aveva salvata da una banda di malviventi e si era infortunato a causa sua). Nella serie taiwanese, vedere Sano saltare l'aveva convinta a perdere peso (precedentemente era obesa), e lei si era innamorata delle sue abilità nel salto. Nel manga originale di Hisaya Nakajo, la ragazza viene ispirata dal salto in alto di Sano in un periodo nel quale aveva difficoltà a farsi degli amici, ed usa la sua perseveranza come esempio a non smettere mai di provare (ciò risulta nella sua amicizia con Julia).
 Izumi Sano  (佐野 泉 ?, Sano Izumi)
- Doppiatore: Atsushi Kisaichi
- Attore dell'adattamento giapponese: Shun Oguri
- Attore dell'adattamento taiwanese: Wu Zun

Protagonista maschile del manga, è il ragazzo che piace a Mizuki Ashiya; è la star della scuola oltre che un eccellente atleta di salto in alto. Egli scopre che Mizuki è una ragazza praticamente all'inizio del manga, ma mantiene il segreto e diventa molto protettivo nei suoi confronti. Prima che Mizuki arrivasse in Giappone, Sano si è infortunato tentando di salvare l'allenatore della sua squadra da un incidente stradale, infortunio che gli ha fatto lasciare il salto in alto. Tuttavia, grazie all'accordo di Mizuki con suo fratello (Sano avrebbe dovuto saltare nel periodo in cui il fratello di Mizuki si trovava in Giappone, altrimenti la ragazza sarebbe dovuta tornare a casa negli Stati Uniti insieme a lui), egli ha la possibilità di tentare ancora. Sano si innamora di Mizuki, ma non può dirglielo perché pensa che se lei viene a conoscenza che lui sa del suo segreto, la ragazza sarebbe costretta ad andarsene. Nell'ultimo capitolo egli segue Mizuki in California, continuando sia la sua carriera scolastica che quella sportiva alla UC Berkeley. Alla fine riesce a confessare i propri sentimenti.
Originariamente Sano non va d'accordo con suo fratello, Shin; con l'aiuto di Mizuki, tuttavia, si riconcilia con lui. Alla fine della serie propone a Mizuki di sposarlo.
Nell'adattamento giapponese live-action, Mizuki si iscrive alla scuola di Sano per convincerlo a tornare a saltare, a causa dei sensi di colpa poiché lui si era infortunato tentando di salvarla da una banda di malviventi in America. In seguito Sano non si ricorderà che Mizuki è proprio quella ragazza. Nella serie taiwanese, invece, Sano si è infortunato salvando un'amica, e non il suo allenatore, da un potenziale incidente stradale.
 Shuichi Nakatsu  (中津 秀一 ?, Nakatsu Shūichi)
- Doppiatore: Shōtarō Morikubo
- Attore dell'adattamento giapponese: Tōma Ikuta
- Attore dell'adattamento taiwanese: Jiro Wang

Uno dei migliori amici del gruppo di Mizuki, ha una cotta per la ragazza e si convince di essere gay poiché pensa che lei sia un maschio. Tuttavia, come dice Umeda, "egli è solo attratto dal suo lato femminile". In alcuni momenti è molto geloso di Sano, che trovandosi a condividere la stanza con lei, le rimane sempre molto più vicino. È un gran giocatore di calcio, è capitano della squadra di football ed è entrato all'Osaka High grazie ad una borsa di studio per meriti sportivi. Proviene dalla prefettura di Osaka (il nome della città in realtà è diverso da quello della scuola, e le due parole sono scritte con due kanji diversi), ed ha quindi uno spiccato accento del Kansai; quando parla, usa spesso parole nel suo dialetto nativo. Nakatsu ha i capelli decolorati biondi.
Nella serie giapponese viene spesso visto mentre difende il suo compagno di stanza, Kayashima, che viene preso in giro perché convinto di vedere i fantasmi. Nella serie taiwanese, invece, dice spesso al compagno di smettere di parlare di fantasmi, insieme agli altri amici.
Il suo nome è preso dalla stazione Nakatsu, fermata ferroviaria situata a Kita-ku, Osaka.
 Taiki Kayashima  (萱島 大樹 ?, Kayashima Taiki)
- Doppiatore: Kentaro Ito
- Attore dell'adattamento giapponese: Yūsuke Yamamoto
- Attore dell'adattamento taiwanese: Xie He Xian

Taiki è il compagno di stanza di Nakatsu, ed è capace di vedere i fantasmi e di percepire le aure delle persone. Descrive sempre i cambiamenti dell'aura di Nakatsu, e pratica lo yoga. Quando arriva all'Osaka High, tutti lo prendono in giro a causa delle sue presunte capacità paranormali, ma Nakatsu lo difende sempre diventandone in tal modo molto presto il suo miglior amico. Il suo più grande sogno è quello di andare a meditare sulla cima del Fuji, sebbene quello che ha in mente di fare dopo la conclusione della scuola superiore è andare al college a studiare il folklore locale. Non ha alcuna intenzione di diventare un cacciatore di fantasmi perché non è affascinato dalla divisa, sebbene Kyogo tenti di convincerlo a non sprecare i suoi " specialissimi talenti". Il suo compleanno è il 22 febbraio.
Nel volume 4 del manga, la stessa autrice ha annotato che Kayashima deve il suo nome alla Stazione Kayashima, situata sulla linea principale Keihan e localizzata a Neyagawa-shi. Secondo la storia, durante la costruzione della stazione gli operai hanno subito diversi incidenti, a causa di un grande albero presente al centro dell'area dei lavori. Successivamente l'albero è stato lasciato dov'era, e la stazione è stata costruita tutto intorno. Per coincidenza, il nome Taiki significa grande albero.
 Shinji Noe  (野江 伸二 ?, Noe Shinji)
- Doppiatore: Hiroyuki Yoshino
- Attore dell'adattamento giapponese: Shunji Igarashi
- Attore dell'adattamento taiwanese: Chen Wen Xiang

Fa parte del gruppo di amici di Mizuki, e sta sempre insieme al suo migliore amico Kyogo Sekime. È il primo del gruppo a trovarsi una fidanzata, tal Elicia, ragazza che frequenta la scuola St. Blossom. Ha una paura estrema dei fantasmi e di tutte le creature ultraterrene in generale; si spaventa pertanto molto quando Kayashima parla delle sue visioni.
Come Kayashima e Sekime, anche il suo nome è tratto da una fermata della linea principale Keihan, la Stazione Noe.
 Kyogo Sekime  (関目 京悟?, Sekime Kyogo)
- Attore dell'adattamento giapponese: Masaki Okada
- Attore dell'adattamento taiwanese: Xie Zheng Hao

Fa parte del gruppo di amici di Mizuki, e sta spesso insieme a Shinji Noe. Diversamente da molti altri dei loro amici, Sekime e Noe non sono fuori sede. È inoltre capitano della squadra di atletica, e alla fine della serie si sposa con Rie, la sua ragazza degli anni scolastici: si tratta d'un matrimonio riparatore in quanto i due hanno avuto un figlio.
Il suo nome è tratto dalla Stazione Sekime, fermata della linea principale Keihan.
 Senri Nakao  (中央 千里 ?, Nakaō Senri)
- Doppiatore: Chiharu Tezuka
- Attore dell'adattamento giapponese: Ryō Kimura
- Attore dell'adattamento taiwanese: Yang Hao Wei

È un ragazzo effeminato che prova un difficile amor non corrisposto nei confronti di Minami, all'inizio tenuto nascosto ma poi infine rivelato con una dichiarazione al diretto interessato per il giorno di S.Valentino, che però lo rifiuta. Arriva perfino ad attaccare le ragazze che provano a flirtare col capo-dormitorio. Il giovane era l'idol della scuola prima dell'arrivo di Mizuki, per questo all'inizio mostra una certa avversione verso di lei, che però si risolverà e si trasformerà in una davvero bella e sincera amicizia tra i due. La cosa che odia di più sono i funghi, ma arriverà a mangiarli quando Minami glielo chiederà. Quando era al primo anno di scuola ha vinto la competizione "Miss Osaka". Il suo compleanno è il 3 aprile.
Il suo nome è ripreso dalla stazione di Senri-Chūō (千里中央駅), della linea Kita-Osaka Kyūkō della monorotaia di Ōsaka, ubicata a Toyonaka.

### Secondo dormitorio
Le classi appartenenti al secondo dormitorio sono 1-B, 2-C e 3-A.
Minami Nanba  (難波 南 ?, Nanba Minami)
- Doppiatore: Shinichiro Miki
- Attore dell'adattamento giapponese: Hiro Mizushima
- Attore dell'adattamento taiwanese: Danson Tang

Responsabile del dormitorio di Izumi e Mizuki. È il nipote del dottor Umeda, e a scuola si trova un anno avanti rispetto a Mizuki. È un incorreggibile dongiovanni, tuttavia conserva una sua speciale sensibilità che gli proviene dal fatto d'aver alle spalle un'amara esperienza d'amore, di cui ha sofferto molto, quando la ragazza di cui era innamorato, Kanako Tanabe, l'ha lasciato. Viene lasciato intendere che, in futuro, diverrà un modello di spicco. Egli, insieme ai capi degli altri due dormitori, viene a scoprire che Mizuki è una ragazza, ma finirà per aiutarla a mantenere il segreto. Tra il gruppo di amici di Mizuki, egli si vien spesso a scontrare con Nakatsu.
Egli è inoltre stato uno dei primi vincitori della competizione per "Miss Osaka", durante il suo primo anno di scuola, tuttavia non è questo un premio di cui vada molto fiero e orgoglioso; cerca anzi di non sbandierarlo troppo in giro.
Il suo nome è preso dalla stazione Nanba, situata a Minami, regione di Chuo-ku, Osaka.

### Primo dormitorio
Le classi appartenenti al primo dormitorio sono 1-A, 2-B e 3-C.
Megumi Tennōji  (天王寺 恵 ?, Tennōji Megumi)
- Doppiatore: Toshiyuki Morikawa
- Attore dell'adattamento giapponese: Yūma Ishigaki
- Attore dell'adattamento taiwanese: Zhang Hao Ming

Responsabile del Primo Dormitorio e capo incontrastato del Club di Karate. Nonostante l'aspetto esteriore duro e virile, ha in verità un cuore d'oro. Scopre che Mizuki è una ragazza verso la fine della serie, insieme ai capi degli altri due dormitori. È fidanzato con Kanna, studentessa della Saint Blossom.
Itsuki Kujo  (九条 威月 ?, Kujo Itsuki)
- Doppiatore: Ryōtarō Okiayu

Vice di Megumi al club di karate e suo amico d'infanzia, ha un aspetto amichevole ma tutti lo temono quando è arrabbiato. Inizialmente Mizuki non si trova ad aver una grande opinione di lui, sebbene successivamente egli si riveli un gran bravo ragazzo. È molto legato a Shōtarō, col quale sembra ci possa essere una relazione che esuli dalla semplice l'amicizia, anzi che vada molto oltre.... Durante il ballo scolastico a cui partecipano insieme tutti gli studenti dell'Osaka High e della St. Blossom, pare proprio che i due si presentino davanti agli altri come una coppia ufficiale, supposizione suffragata dal fatto che durante le prove svoltesi son stati sempre compagni di danza. In un episodio nel quale insieme a Itsuki sono presenti anche Nakatsu e Kayashima, nel dormitorio 1 scoppiano delle tubature, evento questo che spaventa comicamente Nakatsu poiché nel dormitorio avversario gli studenti hanno l'abitudine di lavarsi la schiena a vicenda, e vige una leggenda secondo la quale Itsuki utilizzi uno spazzolone duro per scorticare la schiena dei suoi sottoposti. Tuttavia, quando viene rinominato l'episodio, Shōtarō racconta che con lui Itsuki adopera invece un asciugamano morbido e lo fa oltretutto con estrema gentilezza, rivelazione questa che confermerebbe il rapporto privilegiato, quasi amoroso, esistente tra i due.
Shōtarō Kadoma  (門真 将太郎 ?, Kadoma Shōtarō)
- Doppiatore: Yuka Imai

Giovane studente del club di karate dal look molto kawaii. Sarà costretto dagli altri membri a condurre con l'inganno Mizuki in un posto isolato, così che i suoi compagni di squadra avrebbero potuto rinchiuderla e tenerla lontana dalla gara dei 2.000 metri a staffetta. Tuttavia il giovane si sente terribilmente in colpa per il suo atto e finisce per rivelar tutto a Izumi e Itsuki: egli idolatra, letteralmente, Itsuki alla stessa identica maniera in cui Mizuki idolatra Izumi. Vuole disperatamente sembrar più virile, per questo si unisce al club di karate, ma in seguito racconta a Mizuki che ha iniziato ad appassionarsi a questo sport guardando Itsuki praticarlo. Egli finisce per fare sempre quello che gli dice l'amico, e la loro relazione ambigua sfiora in continuazione la vera e propria storia d'amore.

### Terzo dormitorio
Le classi appartenenti al terzo dormitorio sono 1-C, 2-A e 3-B.
Masao Himejima  (姫島 正夫 ?, Himejima Masao)
- Doppiatore: Takehito Koyasu

Si fa chiamare Oscar M. Himejima, ed è il responsabile del Terzo Dormitorio. È un estremo narcisista e filo-tedesco, dandosi il nome di Oscar e dicendo frase a caso in lingua tedesca. Si tinge i capelli ed indossa lenti a contatto blu. Tuttavia si trova ad aver anche un suo lato serio, che si nota maggiormente quando i tre capi dei dormitori vengono a scoprire che Mizuki è una ragazza. Ha due fratelli minori che sono gemelli, Shion ed Anri.
Il suo nome è ripreso dalla stazione Himejima, fermata ferroviaria della Linea Hanshin, collocata a Nishiyodogawa-ku, Osaka.

### Famiglia Umeda
Io Nanba  (?, Nanba Io)
- Attrice dell'adattamento taiwanese: Yoko Moriguchi
- Attrice dell'adattamento taiwanese: Guo Chin Chun

È la sorella maggiore di Rio e Hokuto, oltre che la madre di Minami Nanba. Viene presentata nel terzo volume di Hana-Kimi, quando chiede ad Hokuto di andar a lavorare alla sua locanda. Suo fratello gli offre invece come lavoranti Mizuki, Izumi e Nakatsu. Io scopre il segreto di Mizuki poiché la osserva per sbaglio mentre si cambia d'abito, e più tardi le fornisce dei corpetti più comodi per mascherare il suo corpo in via di sviluppo.
Hokuto Umeda  (?, Umeda Hokuto)
- Doppiatore: Kazuya Ichijō
- Attore dell'adattamento giapponese: Takaya Kamikawa
- Attore dell'adattamento taiwanese: Tang Zhi Ping

27 anni. È il medico gay della scuola, e scopre che Mizuki è una ragazza praticamente fin dall'inizio della storia. Diventerà il suo privato consigliere amoroso, comportandosi più come un fratello maggiore od uno zio di cui potersi fidare (in realtà è lo zio Minami Nanba e fratello di Io, madre di Minami, e Rio). È innamorato di uno dei suoi vecchi amici, un personaggio presente in una diversa opera dell'autrice Hisaya Nakajo (Ryoichi Kijima di Yumemiru Happa). La loro storia viene raccontata in 3 capitoli speciali presenti in Hana-Kimi, che descrivono i loro giorni scolastici insieme. Tende a picchiare le persone in testa e chiamarle stupide.
Rio Umeda  (?, Umeda Rio)
- Attrice dell'adattamento taiwanese: Cai Han Cen

Rio è la sorella minore di Hokuto ed ha circa la stessa età di Mizuki. Frequenta la scuola gemella dell'Osaka High, la Saint Blossom. Non le piace ammettere di essere la zia di Minami, poiché è due anni più giovane di lui, quindi chiede a Mizuki il favore di tenere segreta la loro parentela. Diventa anche amica di Julia, quando la ragazza si trova a frequentare la Saint Blossom in qualità di studentessa in scambio per un mese.
Azuma e Seira Umeda  (?, Umeda Seira e Umeda Azuma)
Probabilmente questi non sono i loro veri nomi, ma solo quelli con cui la coppia Umeda ama farsi chiamare, tratti dal loro libro preferito, La piccola principessa. Sono i genitori di Io, Hokuto e Rio, oltre che i nonni di Minami, sebbene non gli piaccia affatto d'esser chiamati con l'epiteto di "nonni" in pubblico: entrambi sembrano oltretutto considerevolmente più giovani dei rispettivi 51 e 54 anni che hanno. Son sposati da oltre trent'anni; raccontando la loro storia a Mizuki, Hokuto rivela che i due frequentavano l'Osaka e la St.Blossom, e che vinsero il premio come "Miglior coppia" durante il ballo di Natale. Viene lasciato intendere ai lettori che Io e Seira non andavano molto d'accordo quando la figlia era più giovane, ma che i loro rapporti si sono via via risolti a partir dalla nascita di Minami.

### Altri
Akiha Hara (原 秋葉?, Hara Akiha)
- Doppiatore: Shigeru Nakahara

È un fotografo professionista di fama mondiale vincitore di numerosi premi. Ex studente della Osaka High ai tempi in cui vi studiava anche Hokuto Umeda, di qualche anno avanti a lui. Akiha è bisex (può cader innamorato sia di uomini che di donne, possiede come si suol dire la cosiddetta "doppia spada") ed ama girare intorno al dottore, che non sembra però apprezzar molto tutte le sue attenzioni. Un tempo era sposato con una modella e truccatrice di nome Ebi, ma finirono col divorziar poiché la donna non riusciva da sola a riempire il vuoto che lui aveva dentro; conservarono tuttavia fino ad oggi un rapporto molto fraterno impostato sull'amicizia più sincera. La stessa Ebi, in una battuta del manga, suppone che egli sia stato segnato dall'abbandono da parte della madre quando era ancora un bambino.
Akiha ama tutti i tipi di cibi dolci, soprattutto i fagioli rossi dolci per colazione, come viene mostrato in una vignetta del manga. Il suo compleanno è il 29 novembre. Nel dorama giapponese del 2007 viene trasformato in una donna.
Il suo nome è preso dai kanji di Akihabara, la zona di Chiyoda a Tokyo, famosa per gli otaku.
Shin Sano (佐野 森?, Sano Shin)
Fratello minore di Izumi, nonché proprio come lui un eccellente atleta di salto in alto. Lui ed Izumi da piccoli erano molto legati, tuttavia il fratello non l'ha ancora mai contattato da quando ha lasciato la famiglia per studiare all'Osaka High. In questo modo Shin si è sentito dimenticato ed abbandonato ed ha iniziato a disprezzarlo. Dopo la partenza improvvisa e senza spiegazioni di Izumi è diventato un bulletto rissoso, ma il fratello riuscirà prima della fine della storia a riallacciare i rapporti con lui.
Una delle ragioni per cui Shin odia tanto il fratello è che il padre dei due, dopo la partenza di Izumi, ha iniziato a fare pressioni su di lui alla stessa maniera in cui faceva prima col fratello. Ha forti allergie verso certi alimenti.
Julia (ジュリア・マックスウェル?, Jyuria Makkusuweru)
- Attrice dell'adattamento giapponese: Minami
- Attrice dell'adattamento taiwanese: Nissa Marion

È la migliore amica d'infanzia di Mizuki, americana. S'è trasferita in Giappone per imparar la lingua (parla bene il giapponese anche se non fluentemente) attraverso uno scambio culturale di un mese. Scopre così che Izumi sa che in realtà l'amica è una ragazza. Julia fa sì che i compagni di classe di Mizuki pensino che lei sia la sua fidanzata, testando in tal modo i sentimenti veri che Izumi prova per la sua amica. Nakatsu, geloso da non dire della vicinanza di Julia con Mizuki, inizia ad odiarla (come in una competizione tra cani e gatti), ricambiato comunque in ciò amabilmente, in quanto Julia inizia a chiamarlo "scimmietta gialla".
Gilbert (Gil) (ギルバート・ラング?, Girubāto Rangu)
È un amico di Mizuki, oltre che suo primo amore, conosciuto quando la ragazza aveva 13 anni ed era scappata di casa per dimostrare ad amici e parenti di sapersela cavare benissimo anche da sola. Gil l'aveva trovata in un boschetto, semi svenuta per la fame, e l'aveva ospitata a casa sua e della nonna per qualche giorno. Conoscendolo, Mizuki aveva poi scoperto che il ragazzo era nato con un piccolo buco nei polmoni, e non poteva fare quindi sforzi eccessivi, neanche tanto meno perciò realizzare il suo più grande sogno, ossia quello di scalare le montagne seguendo le orme di suo padre alpinista.
Dopo molti ripensamenti ed incertezze, decide di sottoporsi ad una rischiosissima operazione, che viene eseguita con successo. Abbiamo ulteriori notizie di lui quando egli manda una sua foto scattata sulle adorate montagne a Mizuki, la quale ha un flashback grazie al quale apprendiamo la sua storia. Il suo personaggio ricompare ancora a Berkeley, quando la ragazza torna a trovare la sua famiglia, e sembra mostrare dei sentimenti verso di lei, che tuttavia ora come ora non possono venir ricambiati. L'autrice Hisaya Nakajo ha modellato i suoi tratti ispirandosi all'attore Leonardo DiCaprio da giovane.
Yoshio e Mitsuo Himejima
Due ragazzi che si presentano sotto i nomi di Shion ed Anri. Fratelli Masao, sono ossessionati da Kayashima. Rubano il cibo dei ragazzi dell'Osaka High, ma lasciano al loro posto dei fiori per non metterli troppo in ansia.
Makoto Kagurasaka
- Doppiatore: Yū Shirota
- Attore dell'adattamento giapponese: Yū Shirota
- Attore dell'adattamento taiwanese: Ethan Ruan

Amico-nemico di Izumi. Cerca spesso di farlo sentire colpevole dei suoi fallimenti, riuscendoci, affermando d'essere di molto migliore a lui. Nei primissimi momenti in cui compare appare molto crudele, ma poi cambia atteggiamento nei confronti di Sano nell'episodio 7, quando lui gli viene a rubar il suo primo bacio. Questo accade perché, come viene spiegato nella serie, quando Sano è ubriaco bacia chiunque gli si trovi di fronte senza rendersene minimamente conto e senza poi ricordarsi alcunché da sobrio, ed infatti Sano sembra non sapere di cosa Kagurasaka stia parlando, quando egli gli racconta l'accaduto. Il suo compleanno è il 2 luglio.

## Volumi
| Nº | Volumi    | Data di prima pubblicazione          | Data di prima pubblicazione |
| Nº | Volumi    | Giapponese                           |                             |
| 1  | Volume 1  | 18 aprile 1997 ISBN 4-592-11602-X    |                             |
| 2  | Volume 2  | 19 agosto 1997 ISBN 4-592-12852-4    |                             |
| 3  | Volume 3  | 19 gennaio 1998 ISBN 4-592-12853-2   |                             |
| 4  | Volume 4  | 19 maggio 1998 ISBN 4-592-12854-0    |                             |
| 5  | Volume 5  | 17 settembre 1998 ISBN 4-592-12855-9 |                             |
| 6  | Volume 6  | 19 novembre 1998 ISBN 4-592-12856-7  |                             |
| 7  | Volume 7  | 19 febbraio 1999 ISBN 4-592-12857-5  |                             |
| 8  | Volume 8  | 19 maggio 1999 ISBN 4-592-12858-3    |                             |
| 9  | Volume 9  | 19 agosto 1999 ISBN 4-592-12859-1    |                             |
| 10 | Volume 10 | 19 novembre 1999 ISBN 4-592-12860-5  |                             |
| 11 | Volume 11 | 17 marzo 2000 ISBN 4-592-17661-8     |                             |
| 12 | Volume 12 | 18 agosto 2000 ISBN 4-592-17662-6    |                             |
| 13 | Volume 13 | 17 novembre 2000 ISBN 4-592-17663-4  |                             |
| 14 | Volume 14 | 19 febbraio 2001 ISBN 4-592-17664-2  |                             |
| 15 | Volume 15 | 19 giugno 2001 ISBN 4-592-17665-0    |                             |
| 16 | Volume 16 | 19 ottobre 2001 ISBN 4-592-17262-0   |                             |
| 17 | Volume 17 | 19 marzo 2002 ISBN 4-592-17263-9     |                             |
| 18 | Volume 18 | 19 luglio 2002 ISBN 4-592-17264-7    |                             |
| 19 | Volume 19 | 19 novembre 2002 ISBN 4-592-17265-5  |                             |
| 20 | Volume 20 | 18 aprile 2003 ISBN 4-592-17266-3    |                             |
| 21 | Volume 21 | 17 ottobre 2003 ISBN 4-592-17267-1   |                             |
| 22 | Volume 22 | 19 maggio 2004 ISBN 4-592-17877-7    |                             |
| 23 | Volume 23 | 19 novembre 2004 ISBN 4-592-17878-5  |                             |

## Adattamenti televisivi
- Hua yang shao nian shao nu (novembre 2006) - serie televisiva taiwanese basata abbastanza fedelmente sul manga. I protagonisti sono interpretati da Ella Chen (Mizuki), Wu Chun (Izumi) e Jiro Wang (Shuichi).
- Hanazakari no kimitachi e - Ikemen Paradaisu - adattamento live action giapponese, andato in onda a partire dal 3 luglio 2007 sulla Fuji TV. I protagonisti sono interpretati da Maki Horikita (Mizuki), Shun Oguri (Izumi) e Tōma Ikuta (Shuichi). Questo adattamento applica diversi cambiamenti alla trama originale, un esempio per tutti il caso dell'infortunio di Sano: mentre, nel manga, esso avviene mentre egli tenta di salvare un'amica di infanzia da un incidente stradale, nella serie televisiva giapponese è Sano che si trova in America e si fa male tentando di allontanare Mizuki stessa da una banda di gangster. Nonostante le differenze rispetto all'opera originale, la serie ha vinto il premio come "Miglior Drama" ai cinquantaquattresimi Television Drama Awards, oltre ai premi come "Miglior attrice" e "Miglior attore di supporto" vinti rispettivamente da Maki Horikita e Tōma Ikuta.

Varie differenze sussistono tra il manga e l'adattamento televisivo giapponese. Oltre al già citato caso dell'infortunio di Sano, un altro cambiamento viene effettuato quando Mizuki e Shuichi si conoscono: sia nel manga che nella serie, all'inizio Nakatsu è geloso della velocità di Mizuki sul campo d'atletica, tuttavia nella serie egli originariamente odia la ragazza. Altra differenza fondamentale è il personaggio di Akiha Hara, che nel manga è ex-compagno di università di Hokuto Umeda, ed anche lui gay, mentre nella serie giapponese diventa una donna. Fondamentalmente è la storia stessa che subisce diversi cambiamenti.
L'adattamento televisivo taiwanese, sebbene più fedele alla storia originale, presenta delle differenze quale la minore comparsa di Shin, fratello di Sano, che viene menzionato a malapena. Inoltre, mentre nel manga Nakatsu e Julia continuano ad odiarsi anche quando lei torna in America, nella serie di Taiwan i due finiscono insieme. I ruoli di Sekime e Noe sono pressoché insignificanti.